# Горбай Володимир
Володимир Горбай (псевдо: «Галайда»; 2 квітня 1922, с. Старий Мізунь Долинський повіт, Станиславівське воєводство — 25 листопада 1948, с. Солуків, Долинський район, Станіславська область) — український військовик, сотенний Відділу 88 «Опришки» ТВ-23 «Магура» Військової округи-4 «Говерла» групи УПА-Захід.

## Життєпис
Народився 2 квітня 1922 року в с. Старий Мізунь Долинського повіту Станиславівського воєводства (тепер Долинського району Івано-Франківської області) в учительській родині. Після закінчення сільської школи навчався у Стрийській гімназії, вступив до Юнацтва ОУН. У 1941-1943 рр. працював учителем у рідному селі. Восени 1943 р. був вояком вишкільного куреня УНС «Гайдамаки», а з березня по липень 1944 р. — Старшинської школи «Олені-1», далі — інструктором-вишкільником самооборонних відділів Калуської округи ОУН. З кінця листопада 1944 р. призначений командиром першої чоти новоорганізованої сотні «Опришки» (командир — Володимир Депутат «Довбуш») у Групі «Магура» ВО-4 «Говерля» УПА-Захід, а наприкінці осені 1944 р.  переведений до сотні «Хорти» (командир Казимир Яворський «Бей») Групи «Магура».
Після поранення командира «Довбуша» з середини травня 1945 р. перебрав командування сотнею «Опришки» (відділ 88), після повернення його на початку вересня переведений до штабу відділу. На початку жовтня призначений командиром підвідділу 429 (чоти) у відділі 88 «Опришки» ТВ-23 «Магура» замість булавного «Морозенка» (Миколи Тюшки). У грудні 1945 р. переведений до теренової мережі ОУН — призначений технічним референтом СБ Долинського надрайонного проводу ОУН, а з 1 січня 1947 р. очолив СБ Долинського надрайону. 
Загинув у бою 25 листопада 1948 р. в криївці в с. Солуків, Долинського району, Станіславської області). 
Хорунжий УПА.